# Rover (Automobilhersteller)

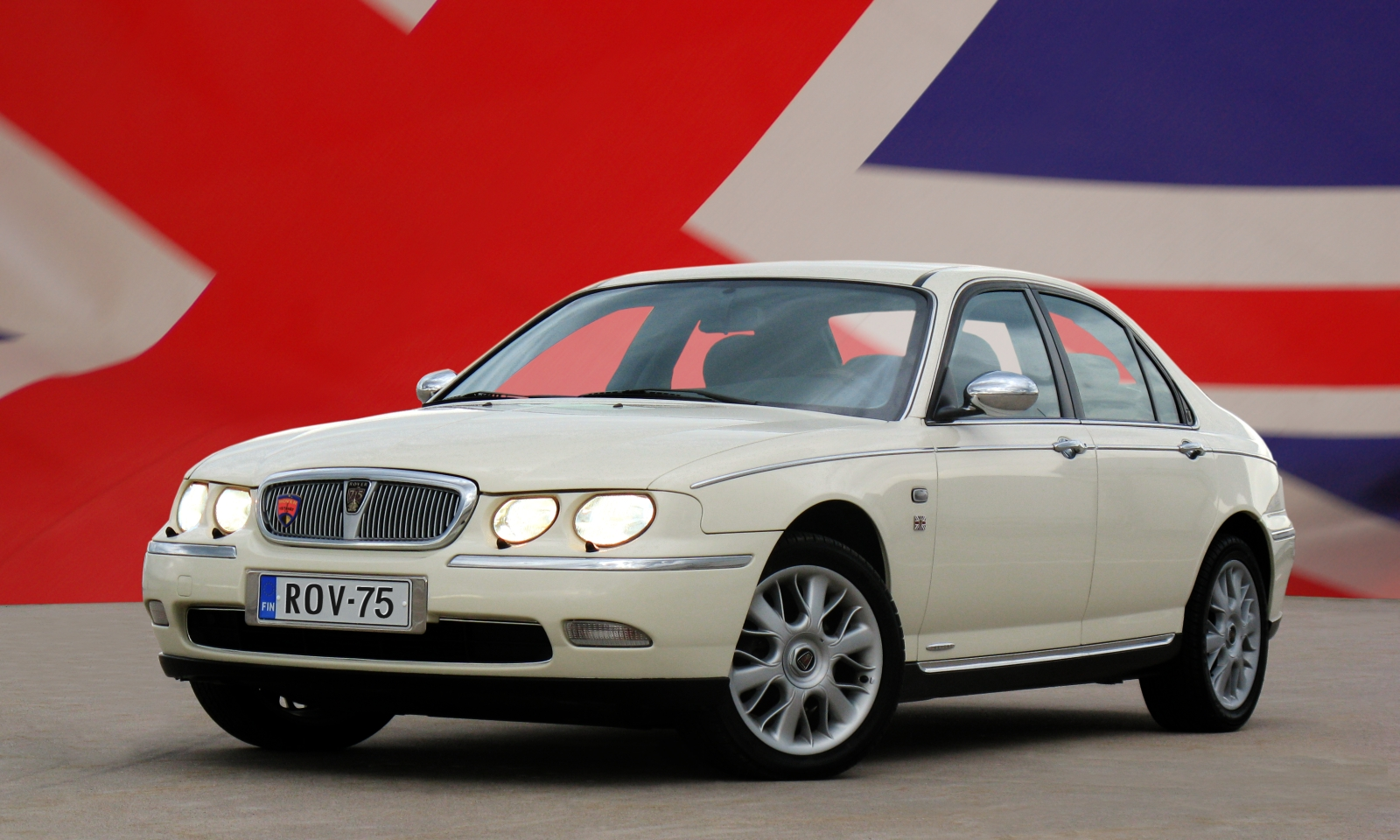
Rover 75 (1998–2005)

Rover-Kühlerfigur (1960er Jahre)

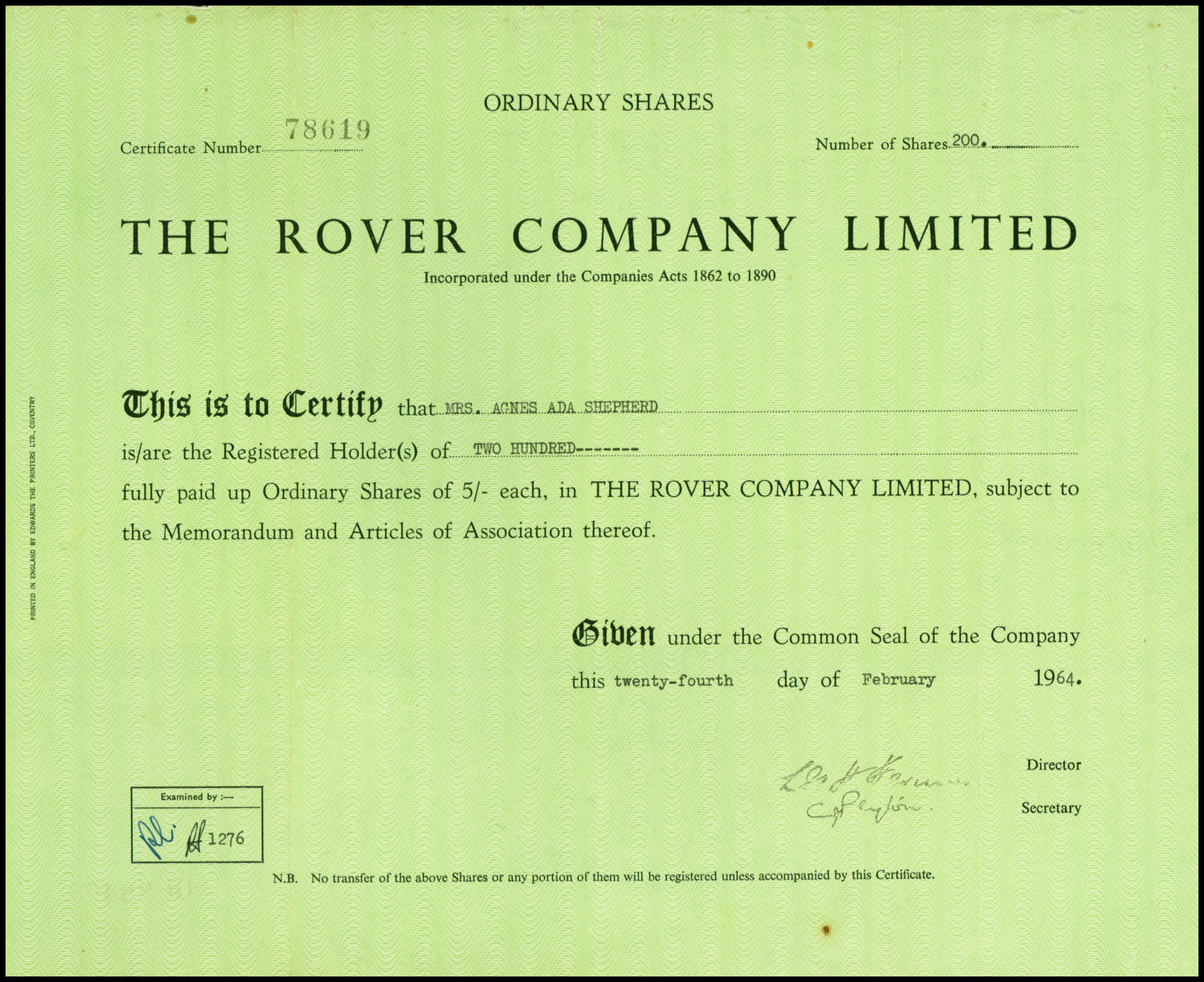
Aktie der Rover Company Ltd. vom 24. Februar 1964

Rover war ein englischer Automobilhersteller mit Sitz in Longbridge (Birmingham), der von 1896 bis zur endgültigen Insolvenz im Jahre 2005 bestand. Die Marke weist eine wechselvolle Geschichte geprägt von Übernahmen und Umstrukturierungen auf und war von 1994 bis 2000 ein Teil der BMW-Group. Die Markenrechte liegen seit 2008 bei dem indischen Automobilhersteller Tata. Dieser besitzt ebenfalls die noch aktiv genutzte Marke Land Rover, die aus Rover hervorging.

## Firmengeschichte

### 1884–1967: Unabhängiges Unternehmen
Der erste Rover war ein Dreirad, das von J.K. Starley & Sutton Co in Coventry, Großbritannien im Jahr 1884 hergestellt wurde. Das Unternehmen war auf dem Gebiet der Fahrräder sehr innovativ und produzierte u. a. das Starley Safety Bicycle, ein dreirädriges Fahrrad, bei dem das einzelne durch eine Kette angetriebene Rad hinten angebracht war. Im Vergleich zu den damals üblichen Hochrädern galt es als sehr sicher und fand bald weite Verbreitung; so dass beispielsweise das Wort Rower als Bezeichnung für Fahrrad ins Polnische übernommen wurde.
Im Jahr 1888 entstand ein Prototyp eines elektrisch betriebenen Fahrzeugs, das aber nie in Serie produziert wurde. 1896 wurde die Firma in Rover Cycle Company umbenannt.
1902 wurde das erste Rover Motorrad gebaut, das Imperial Rover Motor Cycle mit 2,25 PS. Es folgte 1911 eine 3,5-PS-Maschine, eine 5/6 HP-Twin, eine 250-cm³-Lightweight und eine 350-cm³, mit in vielen Rennen mit Erfolg lief. 1904 wurde das erste Automobil produziert, ein Zweisitzer unter dem Namen Rover Eight. Auf einer Fahrt von London nach Konstantinopel bewies dieser Wagen seine Zuverlässigkeit. 1906 wurde die Firma in The Rover Company Limited umbenannt.
In den Jahren bis 1907 folgten der 16/20 HP, der 10/12 HP und ein 12 HP. Ein 20 HP gewann 1907 die Tourist Trophy auf der Isle of Man.
Nach 1918 entstand der luftgekühlte 8-HP-Zweizylinder, von ihm wurden innerhalb von fünf Jahren 17.000 Stück verkauft.
Im Zuge der Weltwirtschaftskrise wurde 1923 die Produktion von Motorrädern und Fahrrädern eingestellt und die Firma erhielt den Namen Rover. 1925 kam der Rover 14/45-HP auf den Markt. 
1930 fand mit einem Light-Six ein „Rennen“ gegen den Train Bleu statt, den berühmten Schnellzug auf der Strecke St. Raphael–Calais, das der Light-Six mit 20 Minuten Vorsprung „gewann“ da er nicht über Paris fahren musste. Mit anderen Fahrzeugen, insbesondere dem Bentley von Woolf Barnato, wurden darauf ähnliche „Blue Train Races“ ausgetragen. Bis 1936 entstanden mehrere Vier- und Sechszylindermodelle.
Nach dem Zweiten Weltkrieg war Stahl kontingentiert und somit nur für Unternehmen erhältlich, die Exporte aufweisen konnten. Aus diesem Grund begann Rover 1947 mit der Produktion des Land Rover, einem vielseitig einsetzbaren Geländefahrzeug mit Allradantrieb, das ursprünglich für die Landwirtschaft gedacht war; um Stahl zu sparen bestand der Aufbau aus Aluminiumblech, das auf ein Stahlrohrskelett genietet war. Binnen kürzester Zeit entwickelte sich dieser Land Rover zu einem Verkaufsschlager.
Bereits gegen Ende der 1940er-Jahre begann Rover mit Gasturbinen als Antrieb zu experimentieren und entwickelte Prototypen, 1950 wurde der JET-1 vorgestellt. In den Jahren 1953 bis 1961 wurden weiter Prototypen mit Gasturbinen entwickelt. 1963 baute man in einen B.R.M.-Rennwagen eine 150 PS Gasturbine ein und startete damit beim 24-Stunden-Rennen von Le Mans. Mit einer Durchschnittsgeschwindigkeit von 173 km/h kam der Wagen ins Ziel.
1949 erschienen der neue Rover 75 mit sechs Zylindern. Ab 1958 wurde der „Mittelklasse-Rolls-Royce“ P5 gebaut, ein Coupé und eine Limousine mit Drei-Liter-Sechszylindermotor und ab 1967 mit V-8-Motor und 3,5 Litern Hubraum (P5B). Diese Fahrzeuge konnten sich im oberen Segment der Mittelklasse gut etablieren. 1963 wurde der veraltete P4 durch den völlig neuen Rover 2000 ersetzt. Schließlich kam 1970 noch der Range Rover auf den Markt.
Im Jahr 1965 übernahm Rover die PKW-Sparte von Alvis Limited, 1967 wurde es selbst durch die Leyland Motor Corporation übernommen.

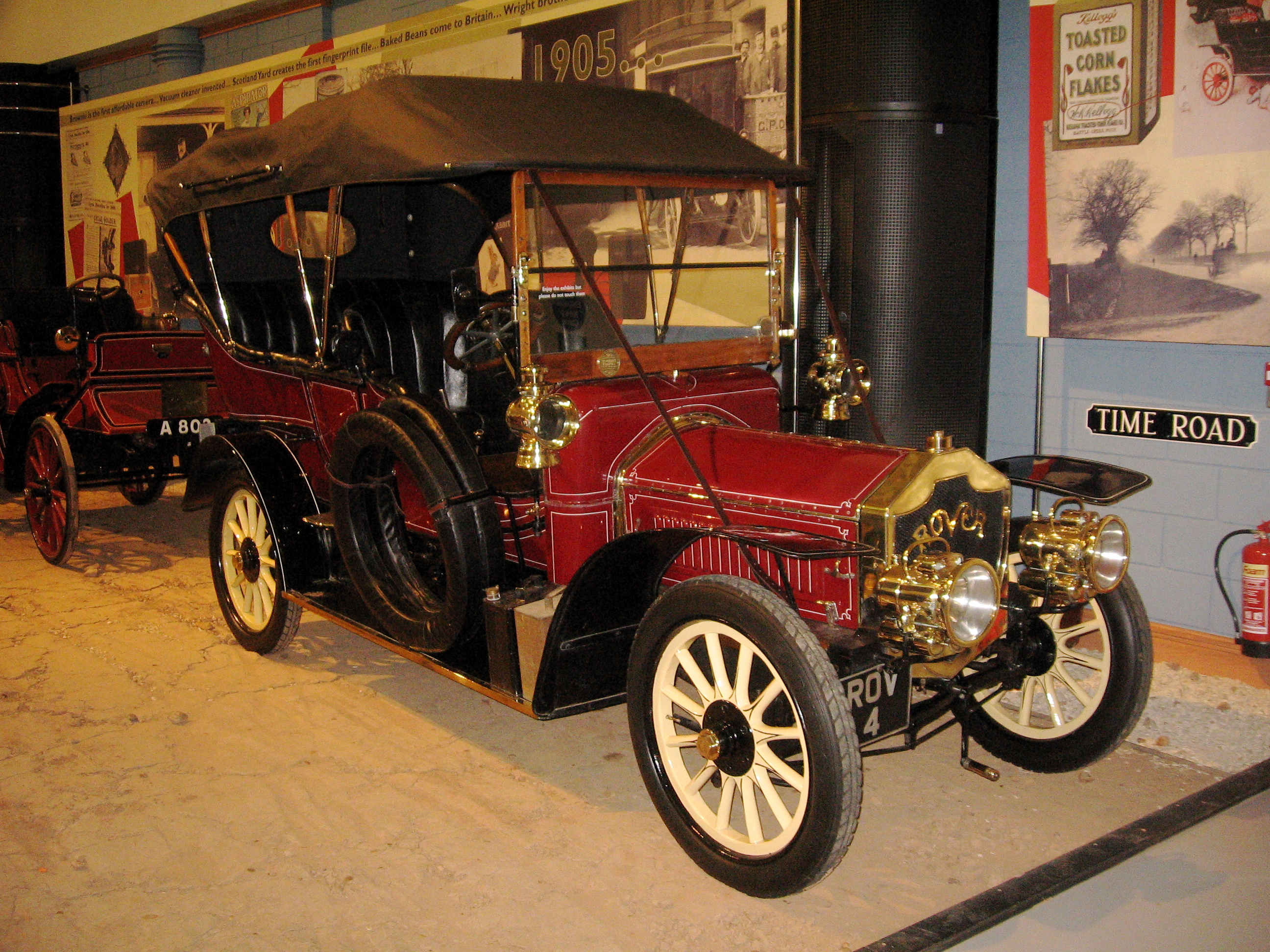
Rover 20hp Tourer (1907)
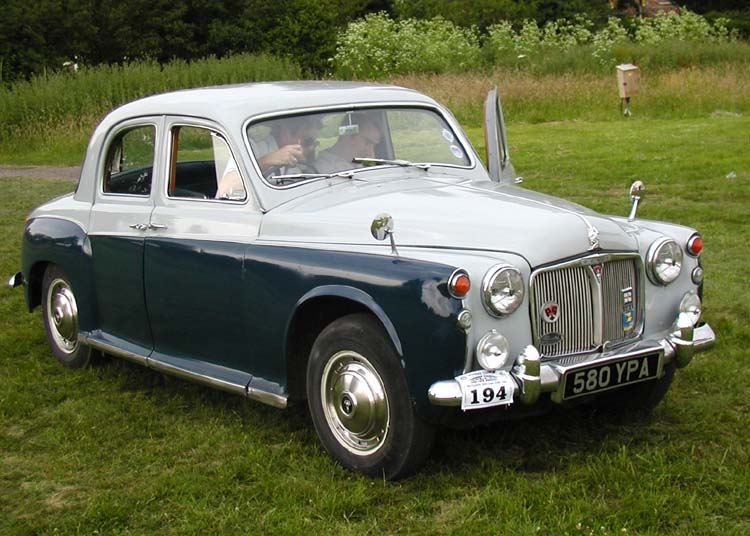
Rover P4 (1949–1964)
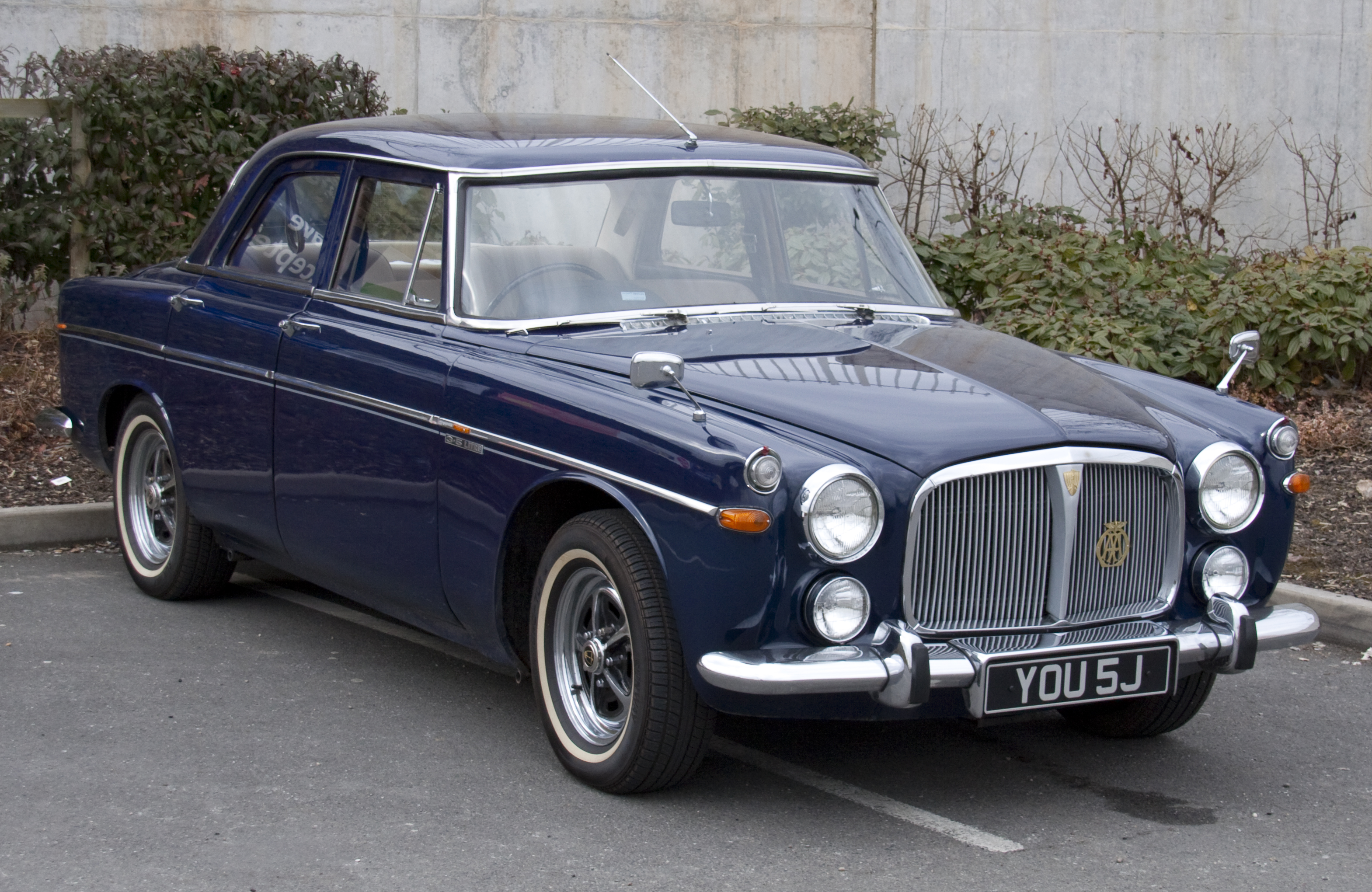
Rover P5 (1958–1973)
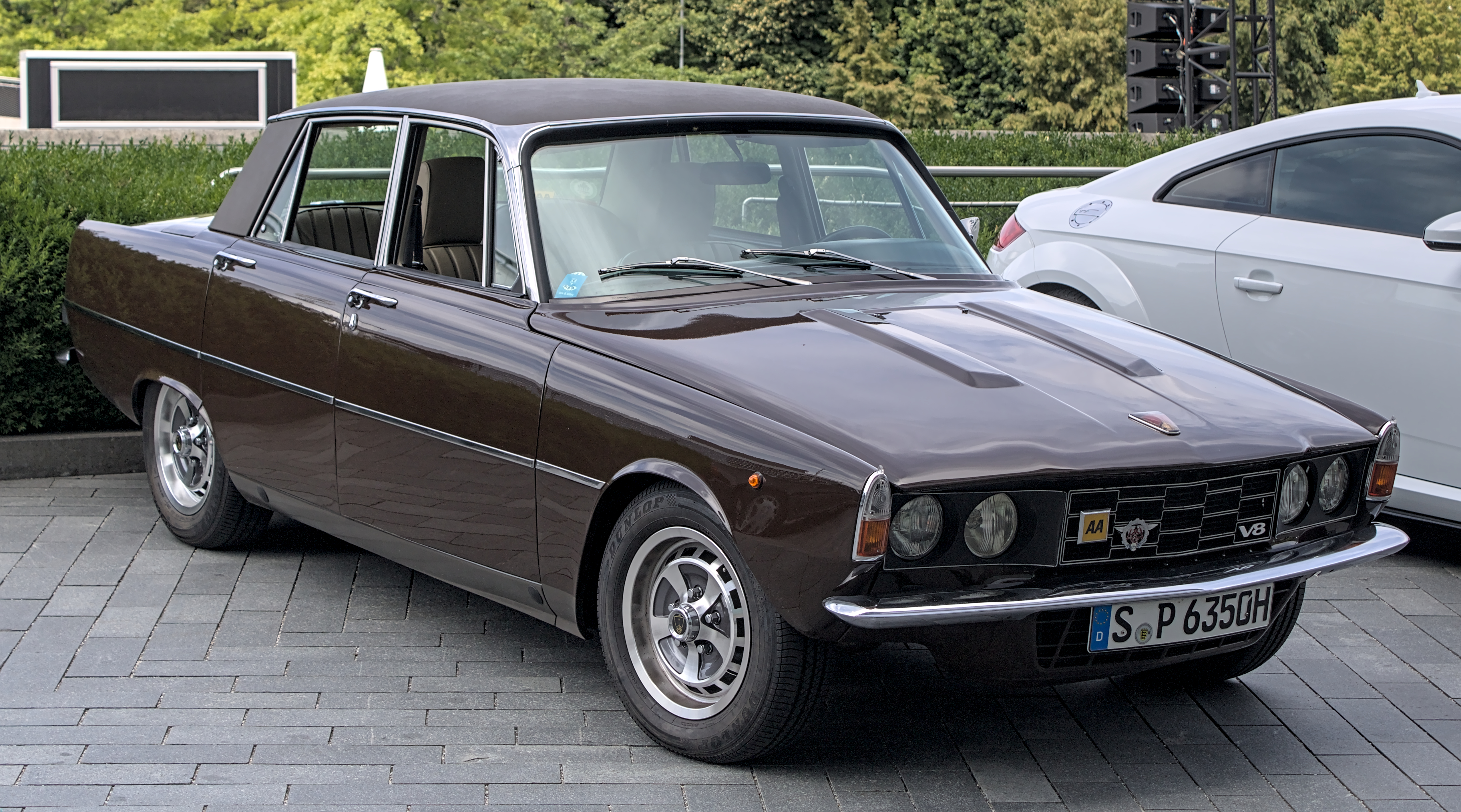
Rover P6 (1963–1977)

### 1967–1982: British Leyland
1967 wurde Rover ein Teil der Leyland Motor Company, die mit der British Motor Corporation (BMC) zur British Leyland Motor Corporation wurde, kurz British Leyland genannt. Ab 1972 hieß der Konzern Rover-British Leyland UK Limited.
Rover war nur mehr eine Marke unter vielen in einem riesigen Konglomerat aus verschiedenen Firmen wie Austin, Jaguar, Morris, MG, Triumph, Wolseley, Leyland Motors (Nutzfahrzeuge) und anderen. Damit war die Zeit von Rover als unabhängige Firma zu Ende, wobei ab da auch der Niedergang der britischen Autoindustrie begann.
Symptomatisch für diese Ära war die Mitte 1976 präsentierte Fließhecklimousine Rover SD1, ein an sich hervorragendes Auto, das aber aufgrund eklatanter Fertigungs- und Qualitätsmängel nie seinen schlechten Ruf ablegen konnte. Im gleichen Jahr war British Leyland insolvent und wurde verstaatlicht. Auch die ab 1983 Vitesse genannte Version des großen Rover-Modells, das aufgrund seines modernen Designs sogar internationale Automobilpreise gewann, konnte die Entwicklung nicht mehr aufhalten. Allein die Geländewagen Land Rover bzw. Range Rover haben weiterhin eine sehr große Anhängerschaft, u. a. als Zugfahrzeuge für Wohnwagen, die auch unter indischer Herrschaft andauert.

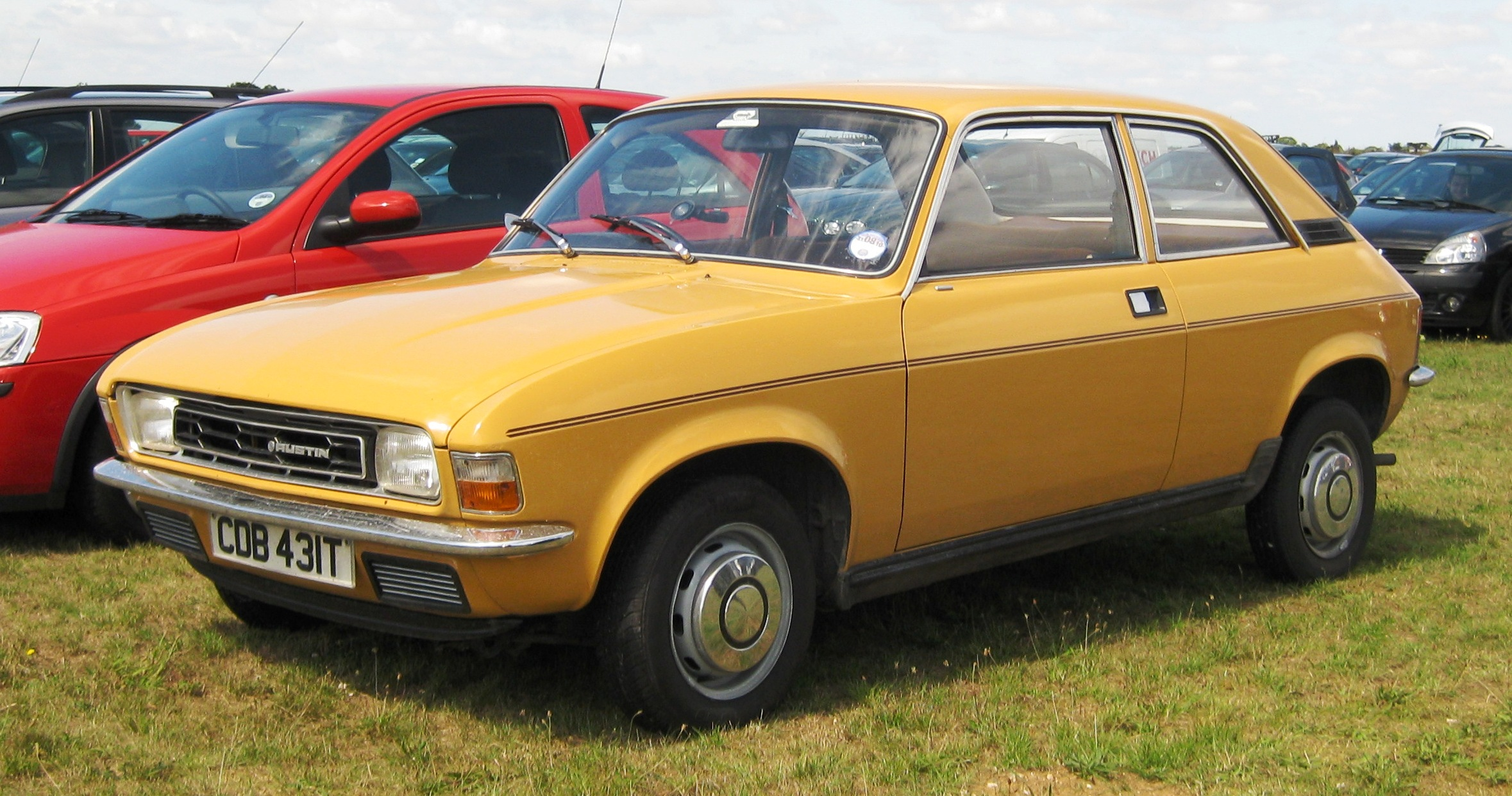
Austin Allegro (1973–1982)
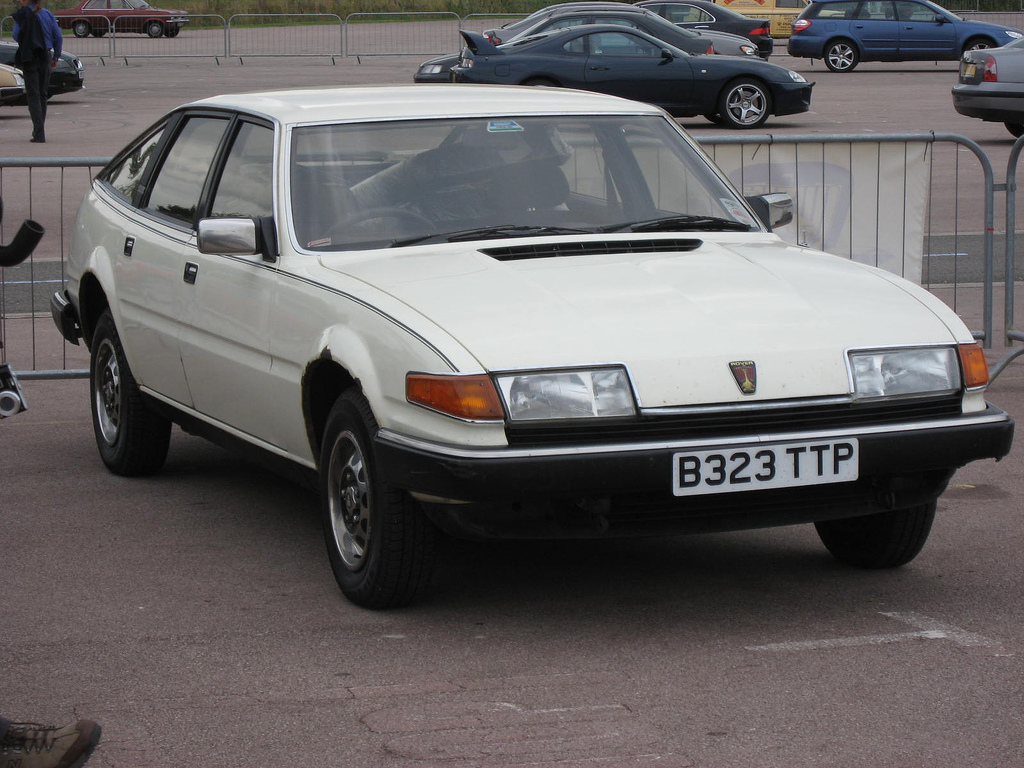
Rover SD1 (1976–1986)
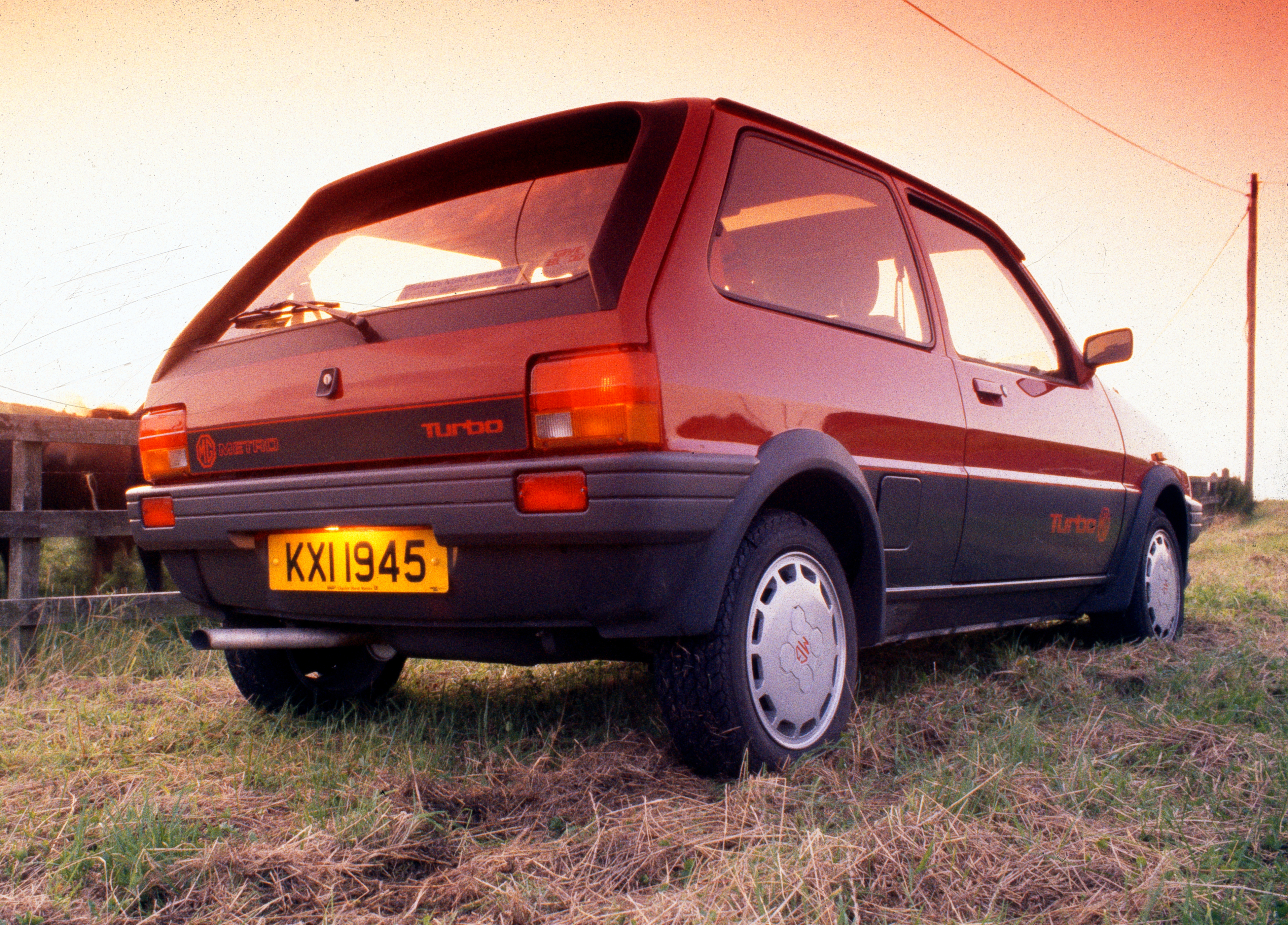
Rover (MG) Metro (1980–1993)

### 1982–1994: Privatisierung
Anfang der 1980er-Jahre kam eine Kooperation mit Honda zustande, unter der eine Reihe von Fahrzeugen gemeinsam entwickelt wurde. Honda erwarb auch eine 20-prozentige Minderheitsbeteiligung an Rover. Die Firma benannte sich 1982 um in Austin Rover Group.
Nachdem Jaguar im Jahr 1984 ausgegliedert wurde, benutzte sie ab 1988 wieder den Namen Rover Group. Zu dieser Zeit entstanden auch die auf Honda-Modellen basierenden Typen Rover 400 (Honda Civic) und 600 (Honda Accord) sowie der Rover 200, das seit Langem erste völlig neu entwickelte Modell. Auch das im Herbst 1986 erschienene Top-Modell 800 war noch im Angebot ebenso wie der alte (früher mit dem Austin-Emblem versehene) Mini.

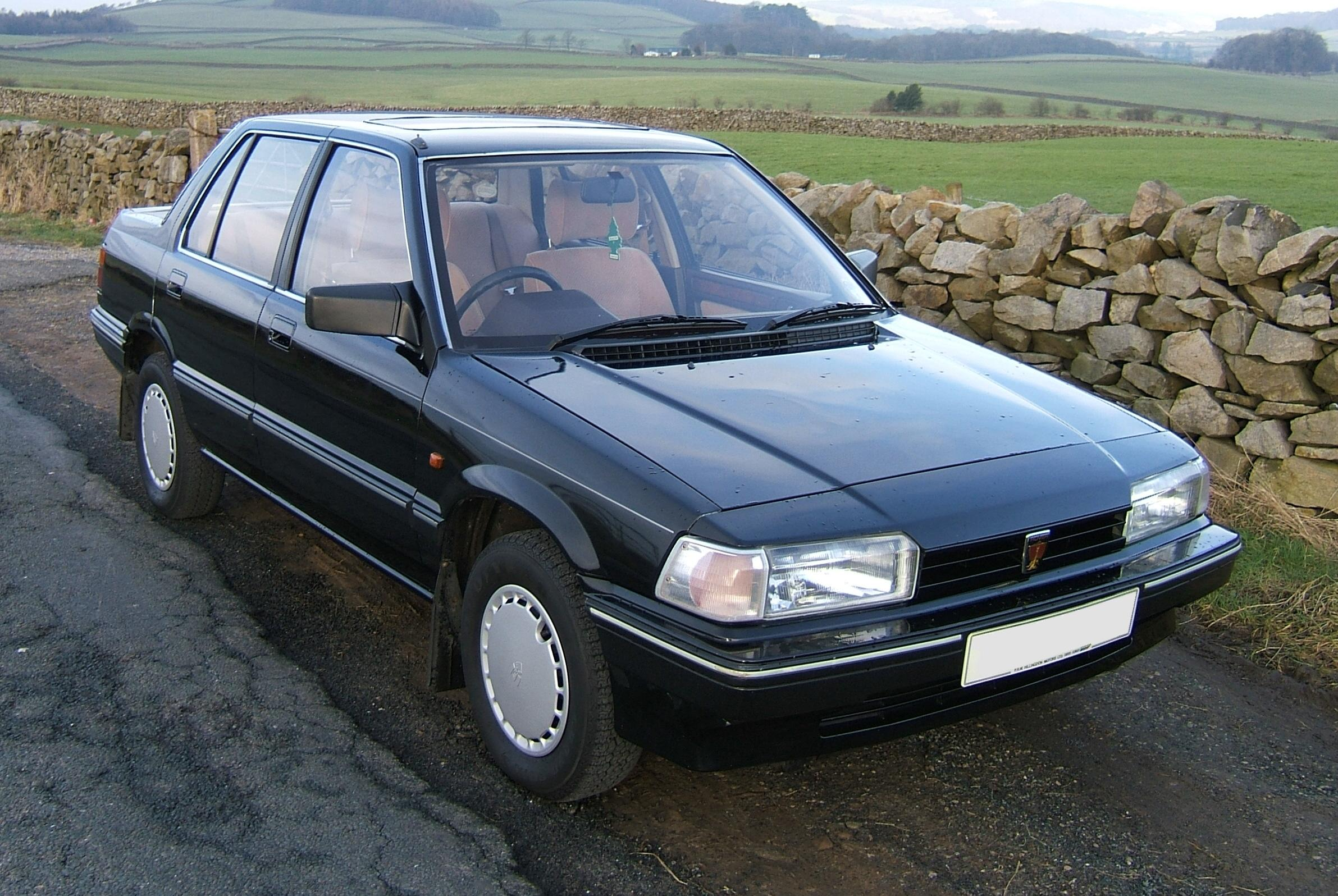
Rover 200 (1984–1989)
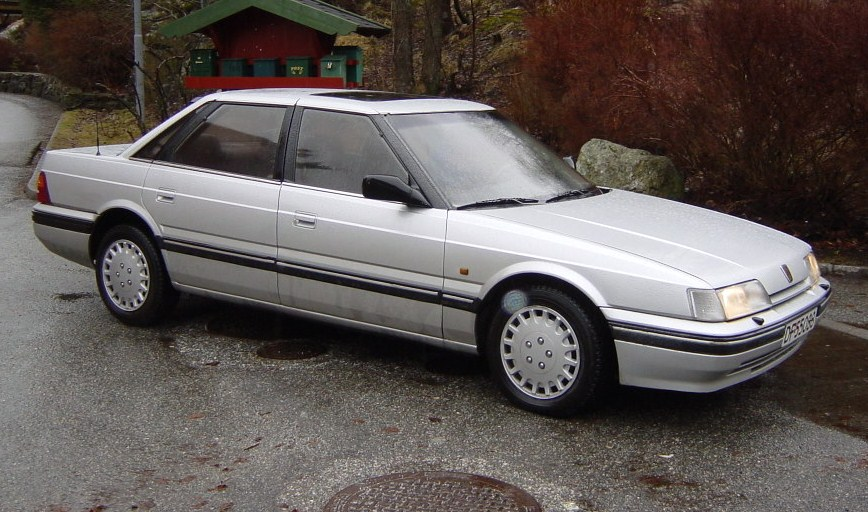
Rover 800 (1986–1991)
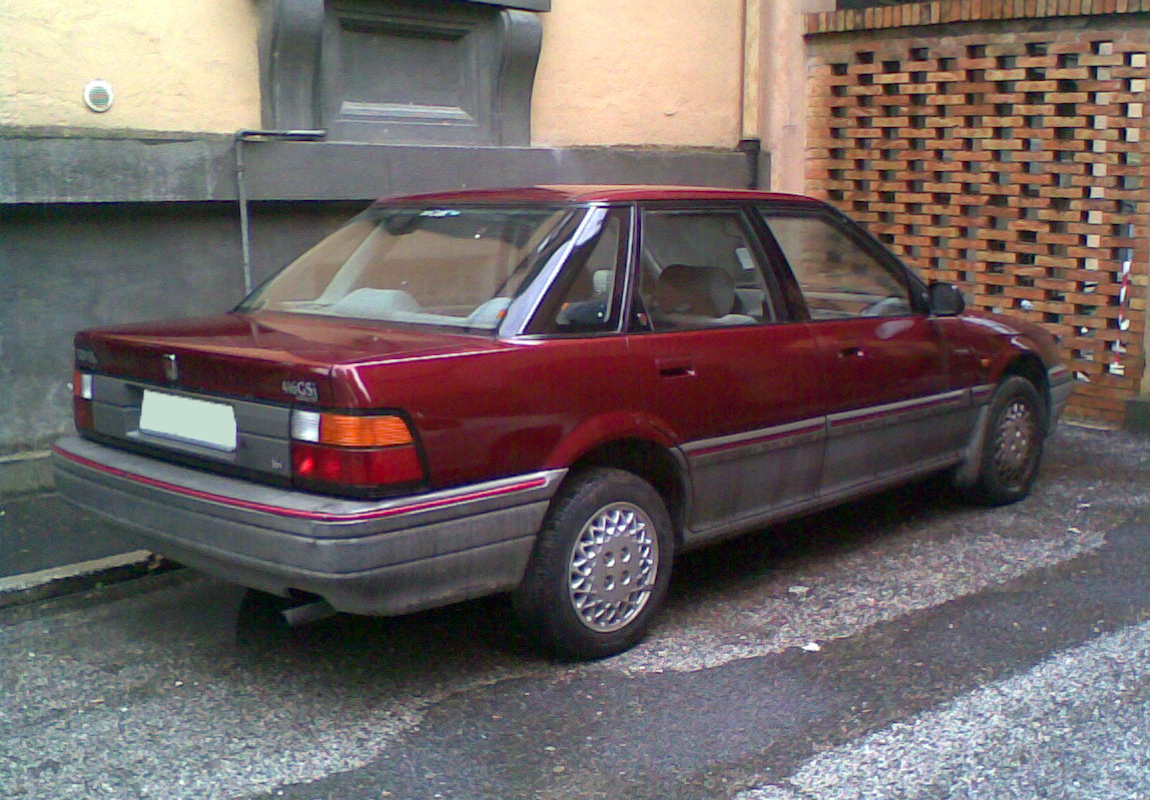
Rover 400 (1990–1995)

### 1994–2000: Übernahme durch BMW
1994 wurde Austin Rover vom BMW-Konzern übernommen. Nach einer Umstrukturierung der Typennamen erschienen ab Anfang 1999 die Modelle 75 (eine Neuentwicklung), 25 (basierend auf dem 200) sowie der 45 (noch auf Honda-Basis gefertigter 400).
Wegen der bereits bei der Vorstellung des Rover 75 bekannten Probleme zwischen BMW und Rover und der daraus entstandenen Unsicherheit über Rovers Zukunft konnte er nicht die angestrebten Verkaufszahlen erreichen. Die Übernahme durch BMW beendete zudem die langjährige Entwicklungskooperation mit Honda, die sich ebenfalls große Hoffnungen auf die Übernahme der Rover Group gemacht hatten. Daneben wurde noch der im Herbst 1995 präsentierte Mittelmotor-Roadster MG F produziert.

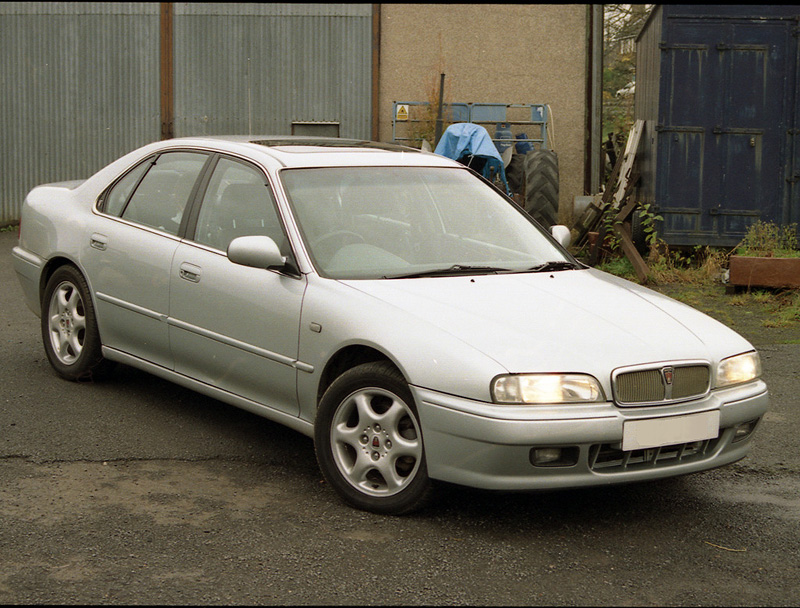
Rover 600 (1993–1999)
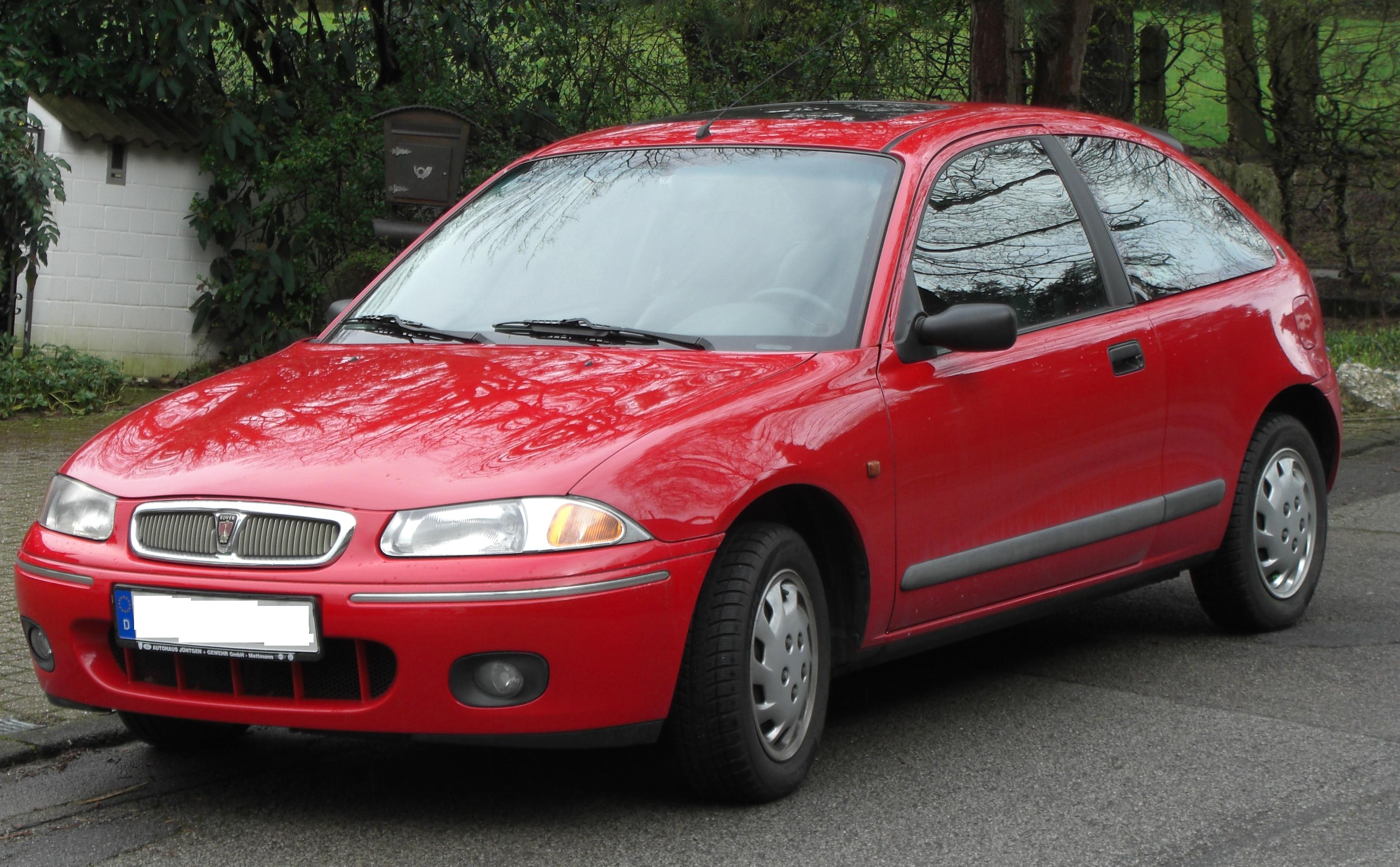
Rover 200 (1995–1999)
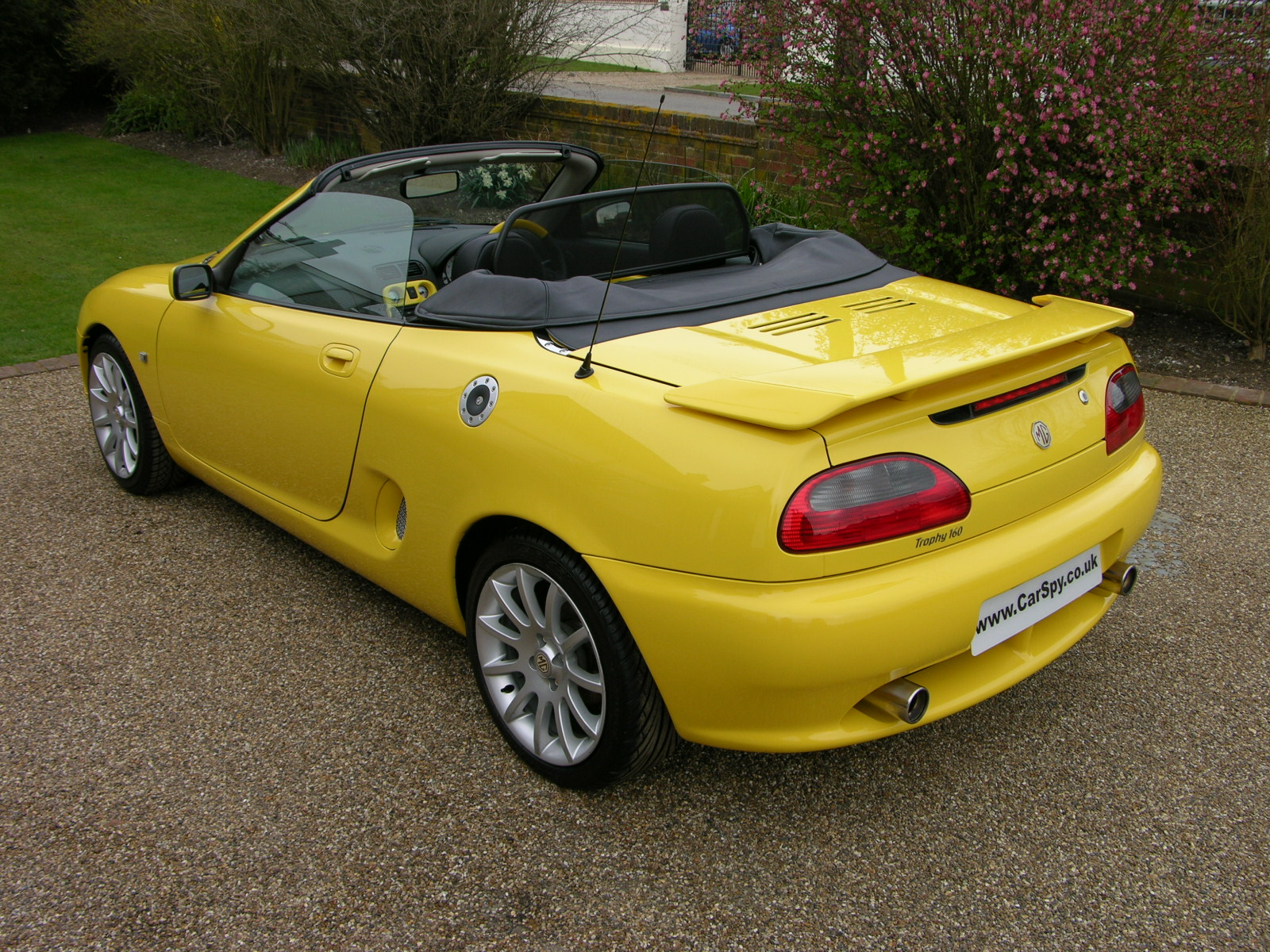
MG F (1995–2002)

### 2000–2005: MG Rover Group
Als Anfang 1999 eine profitable Entwicklung auch nach Investitionen von fast 4 Mrd. EUR nicht absehbar erschien, musste der verantwortliche Vorstandschef Bernd Pischetsrieder von BMW seinen Posten räumen. Der Technikvorstand Wolfgang Reitzle verließ als Folge ebenfalls das Unternehmen. Im Jahr 2000 wurde Rover wieder aus dem BMW-Konzern ausgegliedert. Die Geländewagenmarke Land Rover gelangte an den Ford-Konzern, der fast fertig entwickelte neue Mini verblieb bei BMW. Mini konnte als eigene Marke etabliert werden; die Modellpalette wurde erweitert.
Eigentümer der verbleibenden Rover Group wurde die Phoenix-Venture Group, bestehend aus vier Geschäftsleuten aus Birmingham, die Rover mangels weiterer Interessenten für die symbolische Summe von 10 Pfund von BMW übernahmen. BMW gewährte der neuen Geschäftsführung einen langfristigen, zinslosen Kredit über 500 Mio. Pfund. Allerdings musste MG Rover im Gegenzug dem BMW-Konzern die Motorensparte Powertrain abkaufen. In der Hoffnung, mit der „sportlichen“ Marke MG größeres Interesse auf dem Automobilmarkt wecken zu können, wurde die Firma MG Rover Group benannt.
Besonders sportliche Modelle erhielten in der Folge den Traditionsnamen MG, wie der MG ZT 260 auf Basis des Rover 75 mit einem von Ford zugekauften 4,6-Liter-V8-Motor mit 191 kW (260 PS). Ein Supersportwagen mit der Bezeichnung MG SV-R, der auf dem Qvale Mangusta basierte, wurde lediglich 50-mal gebaut.

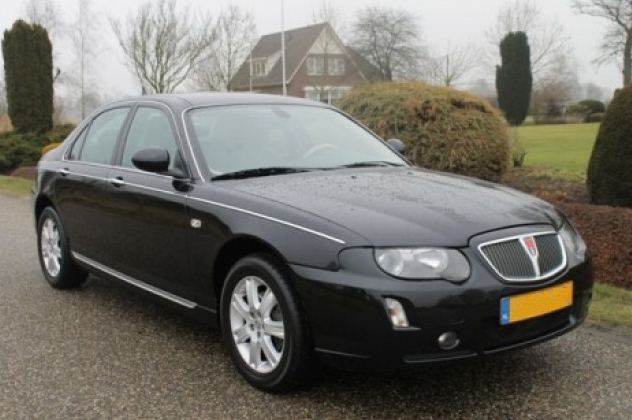
Rover 75 (1998–2005)
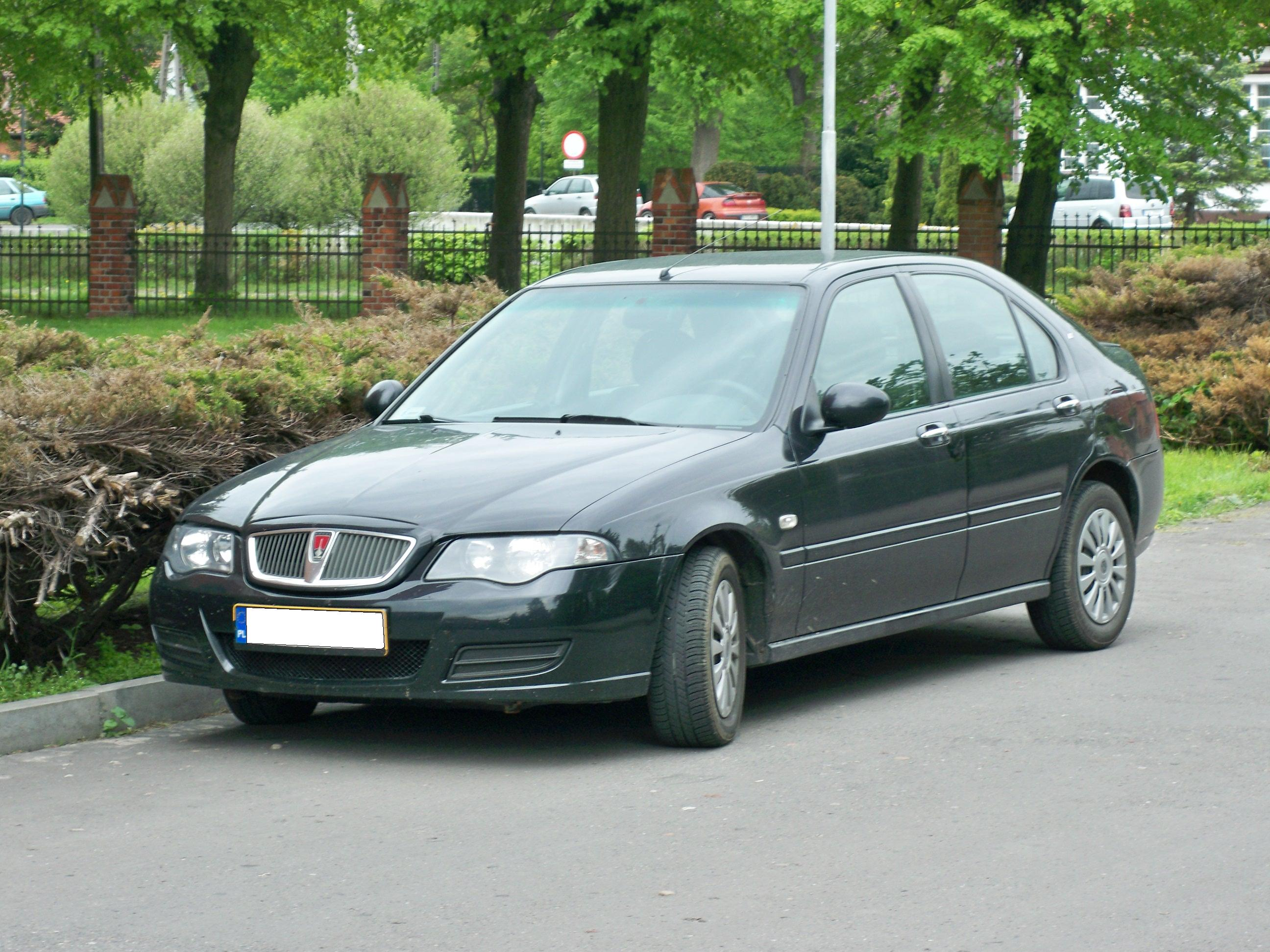
Rover 45 (1999–2005)
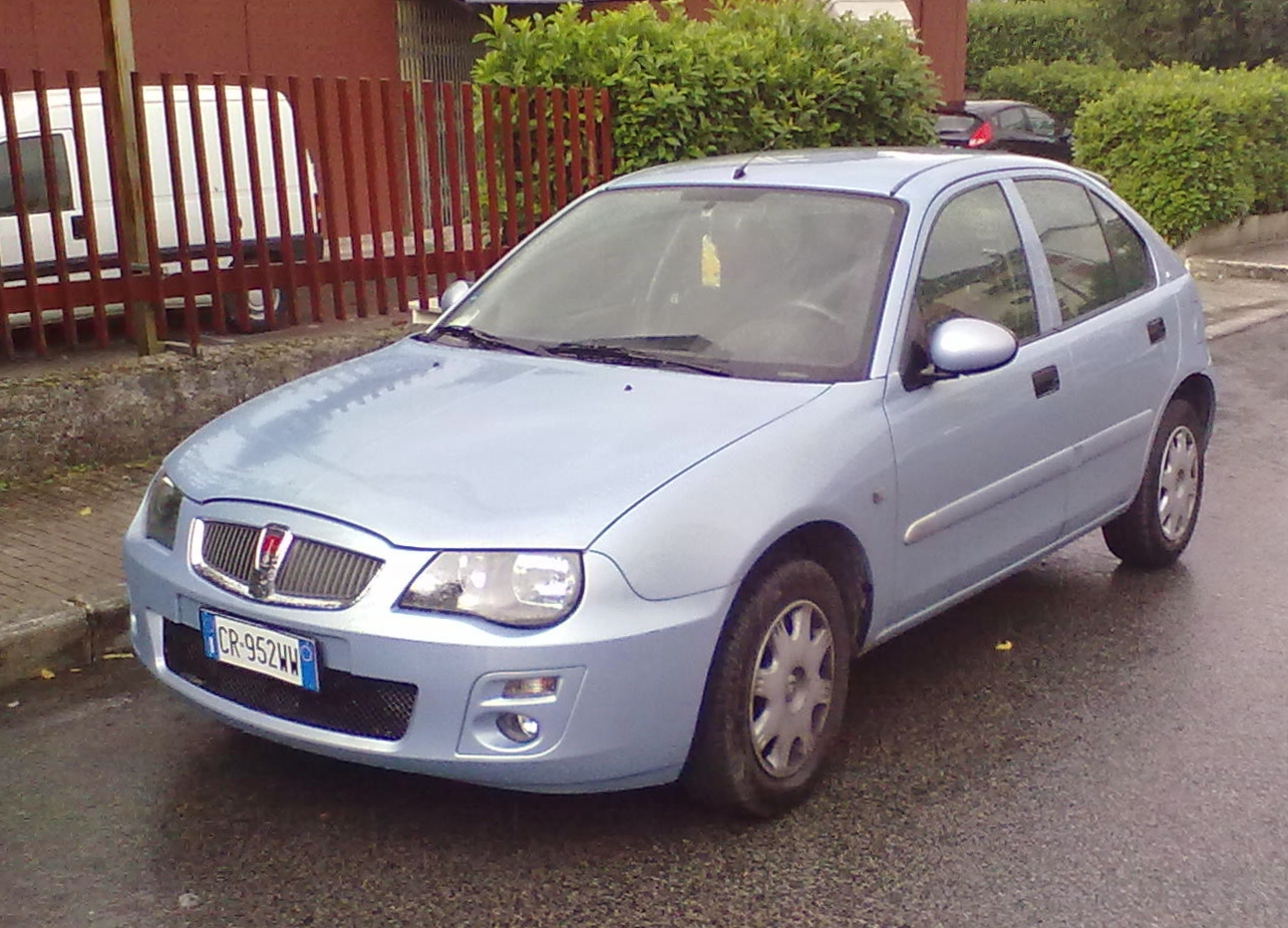
Rover 25 (1999–2005)

### 2005: Der zweite Untergang
2004 produzierte Rover mit 6.000 Angestellten im Werk Longbridge noch 100.000 Autos (1999: 225.000). Das waren weniger als die Hälfte der notwendigen Auslastung, um die Gewinnzone zu erreichen. Im selben Jahr wurden Verhandlungen über ein Joint Venture mit der chinesischen Shanghai Automotive Industry Corporation (SAIC) geführt. SAIC wollte in ein gemeinsam mit Rover zu gründendes Unternehmen 1,5 Milliarden Euro investieren, unter anderem für die Entwicklung neuer Fahrzeugmodelle. Mit Erhalt der Zustimmung durch die chinesische Regierung wurde mit dem Vertragsabschluss im Jahr 2005 gerechnet. Letztlich scheiterten die Verhandlungen jedoch an der nicht sichergestellten Liquidität von MG Rover, obwohl die britische Regierung eine Subvention von 100 Millionen Pfund in Aussicht stellte. Die MG Rover Group musste daraufhin als letzter verbliebener Massenautohersteller in britischem Eigentum am 7. April 2005 Insolvenz anmelden. Die Phoenix Venture Holdings (PVH) als Eigner des britischen Autobauers boten eine Summe von 71 Mio. Euro in Form von Barmitteln, Aktien und Eigentumswerten (beispielsweise das auf zwölf Millionen Euro geschätzte Schloss Studley in Warwickshire/Mittelengland), um noch eine Rettung des Unternehmens zu ermöglichen.
PVH-Chef John Towers erklärte dazu: „Alle Besitztümer von PVH stehen zur Verfügung, um dem Insolvenzverwalter zu helfen, einen Käufer zu finden!“ Die 71 Millionen sollten in eine Stiftung einfließen, deren Bestand den Familien der Beschäftigten zugutekommen sollte, falls die Rettung scheitern würde. Obwohl Rover in den zurückliegenden Jahren nie aus den roten Zahlen herauskam, kam die Geschäftsführung der Phoenix Venture Holding regelmäßig in den Genuss hoher Bonuszahlungen. Im Jahr 2003 beispielsweise bilanzierte Rover einen Verlust von 133 Mio. Euro, dennoch verfügten die fünf Vorstandsmitglieder um John Towers zusammen über ein Jahreseinkommen von 24 Mio. Euro. Auch ein Jahr zuvor (2002) schrieb Rover 140 Mio. Euro Verlust; trotzdem erhielten die Phoenix-Mitglieder einen „Bonus“ von 19 Mio. Euro. Es kam zu heftiger Kritik in der Öffentlichkeit. Das britische Unterhaus empfahl schließlich die Benennung eines unabhängigen Aufsichtsratsvorsitzenden, um das Vertrauen der Arbeiter und der Öffentlichkeit wiederherzustellen. Diesen Rat befolgte man bei Phoenix.
Die Renndivision von MG Rover, die MG Sport and Racing Limited (MGSR), sollte als unabhängiges Unternehmen innerhalb der MG Rover Group separat verkauft werden. Das Rennprojekt in der DTM und der Bau des Sportwagens MG SVR sollten von den 48 Angestellten der MGSR weitergeführt werden. SAIC schloss trotz Absage neue Gespräche nicht aus, aber es sollte abgewartet werden, was in der Bilanz als Aktiva von Rover noch übrig bliebe, nachdem das Insolvenzverfahren abgeschlossen wäre.
Im Juli 2005 wurden die Vermögenswerte von MG Rover und die eines Tochterunternehmens, des Motorenherstellers Powertrain Ltd., für mehr als 50 Millionen Pfund (rund 73 Millionen Euro) von dem chinesischen Konzern Nanjing Automobile Corporation übernommen.
Im März 2006 verkündete Nanjing, dass ab Anfang 2007 Modelle von MG Rover in Großbritannien und Spanien verkauft werden sollten. Grund dafür war Rovers starker Umsatz zuletzt auf diesen Märkten. Angeboten werden sollten zunächst ein überarbeiteter MG TF und der MG 7, eine rundum überarbeitete Variante des MG ZT. Ende 2007 sollte der MG 5 als Nachfolger des Rover 45 folgen.
Im September 2006 veräußerte BMW die Namensrechte an Rover an den Ford-Konzern. Die Rover-Markenlizenzen gingen für über 16 Millionen Euro an die chinesische Shanghai Automotive Industrial Corporation (SAIC), da diese sich bereits die Design-Rechte an den Rover-Modellen 25 und 75 gesichert hatte. Der Ford-Konzern hatte bereits 2000 die Marke Land Rover übernommen und sich das Vorkaufsrecht für Rover gesichert.
Im März 2008 erwarb Tata Motors von Ford mit dem Kauf von Jaguar und Land Rover neben den Markenrechten an der Daimler Motor Company und der Lanchester Motor Company auch die Markenrechte an Rover.
SAIC brachte die neuen Modelle daher unter der ähnlich klingenden Markenbezeichnung Roewe auf den asiatischen Markt und auf andere Märkte unter MG.

## Modelle

### 1904–1940
1904 stellte Rover ein 4 HP Tri-car mit wassergekühltem Einzylindermotor vor. Der Kühler war vor der Lenkstange und hinter dem Frontsitz montiert. Die Antriebskraft wurde über Reibkupplung, Zweiganggetriebe und Kette an das Hinterrad übertragen.
Der Rover 8 („Eight“) fiel 1904 durch das Fehlen des bis dahin üblichen Chassis-Rahmens auf: Vorder- und Hinterachse waren durch Motor, Kupplungs-, Getriebe- und Kardanwellengehäuse verbunden und ergaben einen zentralen Fahrwerkstrang. Die Zweisitzerkarosserie war an der Hinterachse direkt, vorne über Federn mit dem Fahrwerk verbunden. Der wassergekühlte Einzylindermotor hatte einen abnehmbaren Zylinderkopf aus Aluminium, Ventile mit Nockenwellensteuerung und elektrischer Zündung. Die geschmiedete Kurbelwelle war kugelgelagert. Die Kühlwasserpumpe wurde über die Antriebswelle angetrieben. Der Rover 12/14 hatte einen 2297 cm³ Motor mit 75 mm Bohrung und 130 mm Hub. Das Getriebe hatte drei Gänge. Der Radstand betrug 2946 mm.
| Typ               | Bauzeitraum                | Zylinder/Ventilsteuerung | Hubraum       | Leistung             |
| ----------------- | -------------------------- | ------------------------ | ------------- | -------------------- |
| Rover 6           | 1906–1912                  | 1/sv                     | 780–812 cm³   | 6 bhp (4 kW)         |
| Rover 6/21        | 1923                       | 6/sv                     | 3446 cm³      |                      |
| Rover 8           | 1904–1912, 1919–1924       | 1–2/sv                   | 998–1327 cm³  | 8–13 bhp (6–9,5 kW)  |
| Rover 9/20        | 1924–1927                  | 4/ohv                    | 1074 cm³      | 20 bhp (15 kW)       |
| Rover 10          | 1934–1940                  | 4/ohv                    | 1389 cm³      | 44 bhp (32 kW)       |
| Rover 10-12       | 1906–1907                  | 4/sv                     | 1767 cm³      |                      |
| Rover 10/25       | 1928–1933                  | 4/ohv                    | 1185 cm³      | 25–27 bhp (18–20 kW) |
| Rover 12          | 1909–1915, 1934–1940       | 2–4/ohv                  | 1496–2297 cm³ | 12–48 bhp (9–35 kW)  |
| Rover 12/14       | 1912–1925                  | 4/sv                     | 2297 cm³      | 28 bhp (21 kW)       |
| Rover 14          | 1933–1940                  | 6/ohv                    | 1577–1901 cm³ | 54 bhp (40 kW)       |
| Rover 14/45       | 1924–1928                  | 4/ohc                    | 2132 cm³      | 45 bhp (33 kW)       |
| Rover 15          | 1909–1911                  | 4/sv                     | 2488 cm³      |                      |
| Rover 16          | 1927–1932, 1937–1940       | 6/ohv                    | 2023–2147 cm³ |                      |
| Rover 16-20       | 1906–1907                  | 4/sv                     | 3119 cm³      |                      |
| Rover 16/50       | 1926–1929                  | 4/ohc                    | 2413 cm³      | 50 bhp (37 kW)       |
| Rover 18          | 1912–1913                  | 4/sv                     | 3307 cm³      | 35 bhp (25,7 kW)     |
| Rover 20          | 1908–1910, 1931, 1939–1940 | 4–6/sv + ohv             | 2512–3251 cm³ |                      |
| Rover Knight      | 1911–1912                  | 1/Schieber               | 1389 cm³      | 9 bhp (6,6 kW)       |
| Rover Meteor 16   | 1933                       | 6/ohv                    | 2022 cm³      | 45 bhp (33 kW)       |
| Rover Meteor 20   | 1931–1933                  | 6/ohv                    | 2565 cm³      | 60 bhp (44 kW)       |
| Rover Pilot 12    | 1932                       | 6/ohv                    | 1410 cm³      | 30 bhp (22 kW)       |
| Rover Pilot 14    | 1932                       | 6/ohv                    | 1577 cm³      | 35 bhp (26 kW)       |
| Rover Speed 14    | 1934–1935                  | 6/ohv                    | 1577 cm³      | 54 bhp (40 kW)       |
| Rover Speed 16    | 1934–1935                  | 4/ohv                    | 2023 cm³      |                      |
| Rover Speed 20    | 1934–1935, 1937–1940       | 6/ohv                    | 2512–2565 cm³ | 72 bhp (53 kW)       |
| Rover Speed Pilot | 1933                       | 6/ohv                    | 1577 cm³      | 44 bhp (32 kW)       |

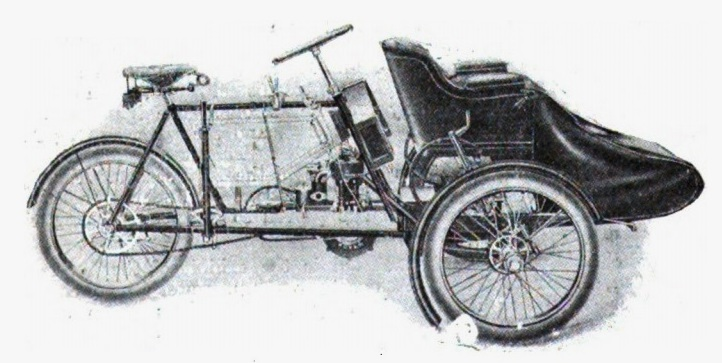
Rover 4 HP Tri-car (1904)
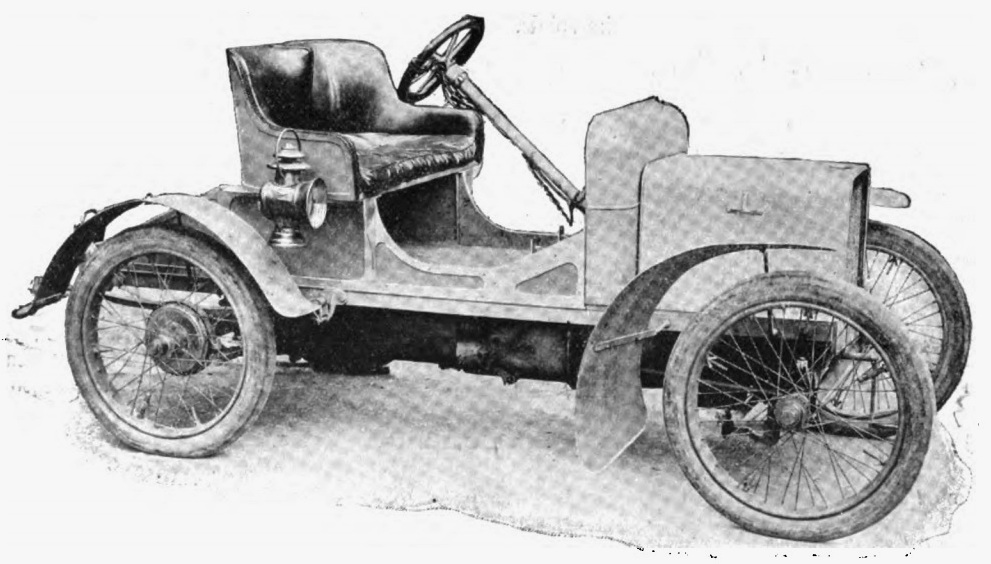
Rover 8 HP (1904)

### 1945–2005
| Typ                        | Bauzeitraum | Zylinder/Ventilsteuerung | Hubraum                 | Leistung                |
| -------------------------- | ----------- | ------------------------ | ----------------------- | ----------------------- |
| Rover 10                   | 1945–1948   | 4/ohv                    | 1389 cm³                | 44 bhp (32 kW)          |
| Rover 12                   | 1945–1948   | 4/ohv                    | 1496 cm³                | 48 bhp (35 kW)          |
| Rover 14                   | 1945–1948   | 6/ohv                    | 1901 cm³                | 54 bhp (40 kW)          |
| Rover 16                   | 1945–1948   | 6/ohv                    | 2147 cm³                |                         |
| Rover 25                   | 1999–2005   | 4/ohc                    | 1400–2000 cm³           | 84–145 bhp (62–107 kW)  |
| Rover 45                   | 1999–2005   | 4–6/ohc                  | 1400–2000 cm³           | 103–150 bhp (76–110 kW) |
| Rover 75                   | 1998–2005   | 4–8/ohc                  | 1800–4600 cm³           | 120–260 bhp (88–191 kW) |
| Rover 100er-Serie          | 1990–1998   | 4/ohc                    | 1100–1500 cm³           | 60–103 bhp (44–76 kW)   |
| Rover 200er-Serie          | 1984–1999   | 4/ohc                    | 1100–2000 cm³           | 60–200 bhp (44–147 kW)  |
| Rover 400er-Serie          | 1990–1999   | 4/ohc                    | 1400–2000 cm³           | 103–136 bhp (76–100 kW) |
| Rover 600er-Serie          | 1993–1999   | 4/ohc                    | 1800–2300 cm³           | 105–200 bhp (85–147 kW) |
| Rover 800er-Serie          | 1986–1999   | 4–6/ohc                  | 2000–2700 cm³           | 120-200 bhp (88–147 kW) |
| Rover-Alvis P6-BS          | 1967        | 8/ohv                    | 3528 cm³                | 150 bhp (110 kW)        |
| City Rover                 | 2003–2005   | 4/ohc                    | 1400 cm³                | 84 bhp (62 kW)          |
| Rover Gasturbinenfahrzeuge | 1947–1965   | Gasturbine               |                         | 100–230 bhp (74–169 kW) |
| Rover Metro                | 1980–1994   | 4–6/ohc                  | 998–2991 cm³            |                         |
| Rover MI                   | 1947        | 4/oise                   | 699 cm³                 | 28 bhp (20,6 kW)        |
| Rover P3                   | 1948–1949   | 4–6/oise                 | 1595–2103 cm³           | 51–72 bhp (37,5–53 kW)  |
| Rover P4                   | 1949–1964   | 4–6/oise + ohv           | 1997–2639 cm³           | 60–123 bhp (44–90,5 kW) |
| Rover P5                   | 1958–1973   | 6–8/oise + ohv           | 2995–3528 cm³           | 128–145 bhp (94–105 kW) |
| Rover P6                   | 1963–1977   | 4–8/ohc + ohv            | 1978–3528 cm³           | 120–145 bhp (88–105 kW) |
| Rover SD1                  | 1976–1986   | 4–8/ohc/ohv&ohv          | 2000,2300,2600&3528 cm³ |                         |
| Rover Streetwise           | 2003–2005   | 4/ohc                    | 1400–2000 cm³           | 84–145 bhp (62–105 kW)  |